# Ramin Gurbanov
Pour les articles homonymes, voir Gurbanov.
Ramin Gurbanov est un avocat et un scientifique azerbaïdjanais né le 10 mai 1974 à Bakou. 
Il est à la fois président de la Commission européenne pour l'efficacité de la justice (CEPEJ) du Conseil de l'Europe, juge à la Cour d'appel de Bakou, membre du conseil d'administration de l'Union des associations de juges d'Azerbaïdjan et chef du département de droit international de l'Institut de droit et des droits de l'homme de l'Académie nationale des sciences d'Azerbaïdjan depuis 2018. Docteur en droit, il est aussi professeur du département des disciplines de droit civil de l'Université russe d'économie Plekhanov.
Ramin Gurbanov est le dirigeant [Quand ?] du groupe de travail du ministère de la Justice sur la mise en place et la mise en œuvre du système de justice électronique en Azerbaïdjan, expert des projets internationaux dans le domaine de l'évaluation et de l'organisation des systèmes judiciaires en Europe, coordinateur de la Banque mondiale et du gouvernement azerbaïdjanais pour des projets conjoints de grande envergure sur la modernisation du système judiciaire azerbaïdjanais. Il est aussi membre du groupe d'experts en sciences juridiques, chargé de la vérification et de la délivrance sous l’égide du président de la république d'Azerbaïdjan.

## Biographie
Ramin Gurbanov est né le 10 mai 1974 à Bakou, en Azerbaïdjan. Son père Afad Gurbanov, académicien et linguiste, est l'auteur de l'alphabet azerbaïdjanais moderne. Sa mère, Zohraxanum Gurbanova, est docteur en médecine. Il a deux frères et deux sœurs : Rashad Kurbanov, docteur en droit, professeur et avocat honoraire de la fédération de Russie et Fuad Gurbanov, docteur en médecine ; Farah Gurbanova, docteur en médecine et Fidan Gurbanova, docteur en philologie et professeur.
Il est marié et père de trois enfants[réf. nécessaire].

### Éducation
En 1990, Ramin Gurbanov est diplômé de l'école secondaire numéro 134 de Bakou. En 1995, il obtient le diplôme d'honneur de la faculté de droit international et des relations internationales de l'université d'État de Bakou,. De 1996 à 1998, il effectue des études de troisième cycle à l'université d'État de Bakou. De 1998 à 2002, il poursuit ses études à la faculté militaire de l'université pédagogique d'État d'Azerbaïdjan. En 2003, il est diplômé de la faculté de gestion administrative de l'Académie d'administration publique sous l'égide du président de la république d'Azerbaïdjan, et en 2006 de la faculté de droit de l'Académie de droit russe de la fédération de Russie.
En 2002, il effectue des recherches scientifiques sur « L'indépendance du pouvoir judiciaire et la garantie judiciaire pour la protection des droits de l'homme par les tribunaux américains » au Centre international des droits de l'homme de l'école de droit de l’'Université Northwestern et sur « Le rôle du département américain de la Justice dans la protection des droits de l'homme » à la division des droits civils du ministère de la Justice des États-Unis. En outre, il finalise avec succès ses recherches scientifiques intitulé L'éducation des juges est un élément clé de leur indépendance au Centre judiciaire fédéral des États-Unis, qui est un centre de formation et d'enseignement spécialisé des juges fédéraux américains.
Ramin Gurbanov est un professionnel certifié ICP (indicateurs clés de performance) et a suivi des cours de formation sur les stratégies de gouvernance électronique pour la gestion des tribunaux : délais, solutions, innovations à l'Institut judiciaire de Singapour, ainsi que des cours approfondis sur la gestion judiciaire, l'organisation de travail dans les tribunaux et la gestion des affaires électroniques, organisés par l'Institut de droit international et l'université de Georgetown.
Il parle anglais, russe, français et allemand[réf. nécessaire].

### Expériences professionnelles
Ramin Gurbanov commence son expérience professionnelle en 1995 en tant que consultant juridique à la division militaire du ministère de la Défense. De 1998 à 2013, il occupe différents postes au sein du ministère de la Justice, à savoir : conseiller, conseiller principal dans le domaine de la rédaction des actes législatifs, de l'organisation de l'activité des tribunaux, du travail avec les tribunaux et les institutions judiciaires, ainsi que chef de division sur les réformes des institutions juridiques et judiciaires du département général sur l'organisation et le contrôle du ministère de la Justice de la république d'Azerbaïdjan.
En outre, il était membre du groupe de travail sur l'élaboration de documents statutaires réglementant les activités du ministère de la justice ainsi que du groupe de travail sur l'application des technologies modernes de l'information dans les institutions judiciaires.
De 2013 à 2020, il a occupé le poste de juge au tribunal du district de Yasamal de la ville de Bakou. Au cours des dernières années, il a prononcé le plus grand nombre de jugements avec acquittement dans le pays,. Depuis 2020 et jusqu'à ce jour[évasif], il occupe le poste de juge de la chambre criminelle de la cour d'appel.
Depuis 2014, il travaille en tant que chef du groupe de travail du ministère de la Justice sur la mise en place et la mise en œuvre du système électronique en Azerbaïdjan. Au cours des dernières années, les organisations internationales ont récompensé les systèmes électroniques et leurs applications, qui ont été développés par ce groupe. Dans la sous-composante de ces systèmes, pour la première fois dans le système judiciaire (litiges non contestés), l'intelligence artificielle a été mise en œuvre et, à la place des juges, les jugements ont été rendus par des robots.
Parallèlement à cela, les fonctionnalités modernes de ce système telles que l'application mobile du « système E-Court », le système sur les litiges commerciaux numériques, le cabinet personnel des utilisateurs des tribunaux et le portail judiciaire unifié ont été mis en œuvre. En 2017, le nouveau module analytique du « système E-Court » a été attribué pour la première fois dans le cadre du concours « Chrystal Scales of Justice » du Conseil de l'Europe,.

### Travail au sein des institutions du Conseil de l'Europe
Depuis 2005, Ramin Gurbanov est représentant officiel de la république d'Azerbaïdjan à la Commission européenne pour l'efficacité de la justice (CEPEJ) du Conseil de l'Europe. La CEPEJ est une institution consultative et analytique du Conseil de l'Europe, spécialisée dans l'augmentation de l'efficacité et de la qualité de la justice dans les pays européens.
Au cours des dernières années, il a participé à des missions d'évaluation par les pairs en Suisse, en Estonie, à Chypre, en Géorgie et en République slovaque, et a présidé les groupes de travail en Lituanie, Lettonie, Kazakhstan, République tchèque, Macédoine du Nord et Moldavie. En 2014, pour la première fois, la réunion plénière de la Commission européenne pour l'efficacité de la justice (CEPEJ) s'est tenue à Bakou.
En 2014-2018, Ramin Gurbanov a été élu comme l'un des quatre membres du bureau de la Commission européenne pour l'efficacité de la justice du Conseil de l'Europe, puis au poste de vice-président. Le 4 décembre 2018, il a été élu au poste de président de la CEPEJ au scrutin secret par les représentants de 47 États membres du Conseil de l'Europe,.

### Coopération avec la Banque mondiale
Depuis 2008, Ramin Gurbanov est coordinateur des projets de transformation à grande échelle de la Banque mondiale sur la modernisation du système judiciaire azerbaïdjanais, mis en œuvre conjointement avec le gouvernement azerbaïdjanais. Dans le cadre de ces projets, les nouvelles normes relatives aux infrastructures judiciaires ont été élaborées, les cérémonies officielles d'ouverture des bâtiments et complexes judiciaires modernes avec la participation du chef de l'État ont été organisées avec succès, des systèmes « E-Court » et « E-Enforcement » ont été conçus et mis en œuvre, le projet de loi sur la médiation en coopération avec la CEPEJ a été élaboré et des centres de médiation ont été pilotés, ainsi que les études et recommandations sur la modernisation de l'ordre des avocats, la création de bureaux d'exécution privés, la justice pour mineurs, la politique de genre dans le domaine de la justice et la qualité des jugements ont été effectués.
À la veille de la célébration du 20e et du 25e anniversaire de la coopération entre le gouvernement d’Azerbaïdjan et la Banque mondiale, ces projets ont été considérés comme les mieux administrés et mis en œuvre en Azerbaïdjan.
Ramin Gurbanov est le rapporteur de la république d'Azerbaïdjan en ce qui concerne le rapport « Doing Business » de la Banque mondiale (indicateur sur l'exécution des contrats). En 2019, l'Azerbaïdjan, en particulier en raison des fonctionnalités modernes du système « E-Court », est passé de la 40e à la 28e place parmi les 190 pays dans le rapport « Doing Business 2020 ».

### Activités scientifiques et pédagogiques
Depuis 1996, Ramin Gurbanov est engagé dans des travaux scientifiques sur des questions juridiques. Il a été chercheur de troisième cycle à la faculté de droit de l'université d'État de Bakou, puis chercheur principal à l'Institut de philosophie, de sociologie et de droit de l'Académie nationale des sciences d'Azerbaïdjan. En 2002, il a soutenu son travail de dissertation scientifique sur la thèse « Combattre la pollution criminelle de l'eau : les matériaux des rivières Kura et Araks ». En 2016, il a reçu le diplôme scientifique - docteur en droit. Sa thèse de doctorat repose sur «La coopération des autorités judiciaires au sein du continent européen : questions théoriques et pratiques».
Il est spécialisé dans le domaine du droit international, du droit pénal, du droit européen et des droits de l'homme.
En 2011-2016, il a travaillé comme consultant scientifique principal au département des relations internationales et du droit international de l'Institut de philosophie, de sociologie et de droit de l'Académie nationale des sciences d'Azerbaïdjan. En 2017, il a été consultant scientifique principal au département de droit international de l'Institut du droit et des droits de l'homme de l'Académie nationale des sciences d'Azerbaïdjan et il est actuellement chef de ce département.
Ramin Gurbanov est membre du groupe d'experts en sciences juridiques (responsable de la vérification et de la délivrance des diplômes scientifiques en droit) de la haute commission d'attestation sous l’égide du président de la république d'Azerbaïdjan.
Depuis 2004, Ramin Gurbanov est engagé dans un travail pédagogique. De 2004 à 2005, il a travaillé comme enseignant au département de droit civil de l'université « Odlar Yurdu ». Il a donné des conférences dans le secteur sur la formation des juges et des procureurs du conseil judiciaire et juridique d'Azerbaïdjan. De 2009 et jusqu’à ce jour, il est maître de conférences à l'Académie de justice. En 2018, il était vice-directeur par intérim de cette académie.
Ramin Gurbanov est membre de nombreuses organisations internationales, telles que l'American Bar Association (ABA, Association américaine du barreau, division de Chicago), l'Association russe de droit international et l'Union des associations de juges d'Azerbaïdjan.

## Publications
Il est l'auteur de plus de 98 publications scientifiques sur différents aspects du droit international, européen et pénal, y compris des éditions publiées en coopération avec les docteurs en rroit européen Jean-Paul Jean, Jacques Bühler, François Paychère et d'autres. Parmi ses publications figurent des études scientifiques de la Commission européenne pour l'efficacité de la justice (CEPEJ) du Conseil de l'Europe,.
- European Judicial Systems. Efficiency and Quality of Justice, no 20, Strasbourg, 2014.
- European Judicial Systems: eastern Europe countries, no 21, Strasbourg, décembre 2015.
- European Commission for the Efficiency of Justice: high quality justice for all member states, no 22, Strasbourg, 2015.

## Récompenses et distinctions
Par décision du ministre de la Justice d'Azerbaïdjan, Ramin Gurbanov est récompensé à plusieurs reprises pour sa contribution au développement du système judiciaire en Azerbaïdjan. En outre, selon la décision du conseil judiciaire et juridique de la république d'Azerbaïdjan, Ramin Gurbanov est récompensé pour sa contribution à la mise en œuvre efficace des projets de la Banque mondiale sur la modernisation du système judiciaire azerbaïdjanais, pour une présentation correcte du pays à la CEPEJ, pour le développement du « système E-Court », qui a été décerné dans le cadre du concours « Crystal Scales of Justice » du Conseil de l'Europe.
À la veille de la célébration du 15e anniversaire des travaux de la Commission européenne pour l'efficacité de la justice (CEPEJ) dans le domaine de l'augmentation de l'efficacité et de la qualité de la justice en Europe, les contributions de Ramin Gurbanov ont été reconnues et appréciées.
Par décision de l'Académie nationale des sciences d'Azerbaïdjan, il a été récompensé pour sa productivité scientifique, pour sa participation active aux travaux de l'Académie des sciences, pour la présence efficace de la science azerbaïdjanaise dans les forums internationaux, pour l'organisation de haut niveau, pour la première fois dans le pays, de la conférence internationale sur l'intelligence artificielle ainsi que pour la publication de l'édition encyclopédique internationale en 3 volumes sur les systèmes judiciaires.
En décembre 2018, il a été récompensé de la médaille du nom du professeur Rovshan Mustafayev.